# Mary Romero

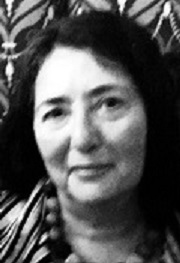
Mary Romero

Mary Romero (* 12. November 1952) ist eine US-amerikanische Soziologin, die als Professorin an der Arizona State University lehrt. Sie amtierte 2019 als Präsidentin American Sociological Association (ASA) und wurde durch ihre Beiträge zu den Gender Studies bekannt.
Nach ihrem Bachelor-Examen am Regis College in Weston (Massachusetts) (Soziologie und Spanisch) und ihrer Promotion zur Ph.D. an der University of Colorado Boulder folgten akademische Stationen an verschiedenen amerikanischen Hochschulen. Seit 1995 ist Romero Professorin an der Arizona State University.

## Schriften (Auswahl)
- Introducing intersectionality. Polity Press, Cambridge 2018, ISBN 978-0-74566-366-1.
- The maid's daughter: Living inside and outside the American dream. New York University Press, New York 2011. ISBN 978-0-81477-642-1.
- Women's untold stories. Breaking silence, talking back, voicing complexity. Routledge. New York 1999, ISBN 0415922070  (herausgegeben mit Abigail J. Stewart).
- Maid in the USA. Routledge, New York 1992, ISBN 0415906113 (zweite Auflage 2002, ISBN 0415935415).